# Mount Moulton
Der Mount Moulton ist ein 3078 m hohes und vereistes Bergmassiv im westantarktischen Marie-Byrd-Land. Es ragt 16 km östlich des Mount Berlin im Zentrum der Flood Range auf, erstreckt sich über rund 30 km in west-östlicher Richtung und wird durch zwei überlappende Schildvulkane gebildet. Deren Alter wurde mit knapp 5 Mio. Jahren bestimmt. Am Nordhang des Berges befinden sich die steilen Moulton-Eisfälle.
Wissenschaftler der United States Antarctic Service Expedition (1939–1941) entdeckten den Berg 1940 bei Überflügen. Benannt ist er nach Richard Stanley Moulton (1917–2000), dem Haupt-Hundeschlittenführer der West Base und Mitglied einer Forschergruppe, die im Dezember desselben Jahres mit Schlitten zum westlichen Ende der Flood Range fuhr.